# Efezusi Szent Márk
Efezusi Szent Márk (latinul: Marcus Ephesinus), eredeti nevén Markosz Eugenikosz (ógörögül: Μάρκος Εὐγενικός, latinul: Markus Eugenicus), (Konstantinápoly, 1391/1392 – Konstantinápoly, 1444. június 23.) középkori bizánci egyházi személy, teológiai író.

## Élete
Márk konstantinápolyi családban született. A fővárosban tanult, majd fiatalon a Patriarchai Iskola tanára lett. Huszonhat éves korában lemondott a tudományos karrierről, és szerzetes lett egy Nikomédia melletti kis kolostorban. Önmegtartóztató, imádsággal telt aszkéta életet kezdett, és csak a török fenyegetés miatt volt kénytelen Konstantinápolyba visszatérni. Itt a Mangana-negyedben található Szent György monostorba fogadták be. A szemlélődő életmódot és a testvérek szolgálatát Márk összekötötte a szent atyák írásainak tanulmányozásával. 
Rejtett élete ellenére tudományos műveltsége és erényes életet felkeltette VIII. Ióannész bizánci császár érdeklődését iránta. Az uralkodó a Római Egyházzal való unió létrehozása érdekében egy nagy zsinatot készített elő, remélve hogy így megkapja a támogatást a pápától és az európai uralkodóktól a törökökkel szemben. Ióannész Márkot efezusi metropolitává szenteltette, és a jeruzsálemi, az antiokhiai és az alexandriai patriarchák exarchájaként és képviselőjeként tagja lett az Itáliában tartandó zsinatra utazó bizánci küldöttségnek. 
A zsinaton nem sikerült megegyezésre jutni a főbb teológiai kérdésekben. Maga Márk többek közt azt emelte ki, hogy a bűnös lelkek kaphatnak ugyan bizonyos enyhülést az egyház imái és Isten végtelen irgalmassága következtében, de az utolsó ítélet előtti büntetés és az anyagi tűz általi megtisztulás eszméje véleménye szerint gyökeresen idegen az egyházi Hagyománytól. Ugyancsak a latin teológusokkal ellentétesen nyilatkozott a Szentlélekkel kapcsolatos kérdésekben.
Bár az ortodox teológusok közül többen az unió elfogadását sürgették Márk hajlíthatatlan maradt: „Megengedhetetlen a hit kérdéseiben kompromisszumokat kötni” – jelentette ki, és – egyedüli ortodox püspökként – nem is írta alá az 1439-ben kiadott uniós nyilatkozatot. Amikor erről IV. Jenő pápa tudomást szerzett, így kiáltott fel: „Az efezusi püspök nem írta alá: tehát nem értünk el semmit!” Magához rendelte a főpapot és eretnekként el akarta ítéltetni, de mivel Márk a bizánci császár védelme alatt állt, a küldöttség tagjaival együtt visszatérhetett Bizáncba.
Az ugyancsak unióellenes bizánci nép a hazatérő Márkot új Mózesként, hitvallóként és az Egyház Oszlopaként magasztalta. A főpap pedig most már imádságai mellett igehirdetésekkel és traktátusok írásával lépett fel az egyesülés ellen. Mint mondta: „Meg vagyok győződve arról, hogy minél inkább eltávolodom az uniátusoktól, annál inkább közeledek Istenhez és a szentekhez, minél jobban elhatárolódom tőlük, annál inkább egyesülök az igazsággal”.
Az új pátriárka, Mitrophánosz megválasztásakor Márk eltávozott Konstantinápolyból, hogy ne kelljen részt vennie a közös istentiszteleten. Amikor saját egyházmegyéjében is uniópártiakkal találkozott, az Athosz-hegyen keresett menedéket. Útközben letartóztatták és a császár parancsára Lémnosz szigetének erődjébe vitték. 
1442-ben engedték szabadon, ekkor visszatért a monostorába, ahol 1444-ben elhunyt. Halálos ágyán – az uniót korábban támogató –  tanítványát, Geórgiosz Szkholáriosz bízta meg az egyesülés elleni küzdelem folytatásával. (Szkholáriosz lett végül Konstantinápoly elfoglalása után az első pátriárka.) Márkot az ortodox kereszténység szentként tiszteli, és január 19-én üli az ünnepét.

## Művei
Márk több – Palamasz Szent Gergely szellemében keletkezett – dogmatikai traktátust írt, de értekezett az imádságról is. Műveit a Patrologia Graeca 160. kötete tartalmazza. 1071–1201. o.

## Külső hivatkozások
- https://www.britannica.com/biography/Markos-Eugenikos